# 인천예일고등학교
인천예일고등학교(仁川禮一高等學校)는 대한민국 인천광역시 계양구 방축동에 있는 공립 고등학교이다.

## 학교 연혁
- 2004년 3월 1일 : 방축고등학교 개교, 김영선 초대 교장 취임
- 2004년 3월 2일 : 제1회 입학식(429명)
- 2006년 1월 1일 : 인천예일고등학교로 교명 변경
- 2007년 2월 14일 : 제1회 졸업식(386명)
- 2011년 3월 1일 : 창의경영학교(예술체육중점학교) 운영
- 2012년 3월 1일 : 자율형공립고 운영(예술체육중점학교 병행)
- 2023년 2월 7일 : 제17회 졸업식(214명) 졸업생 누계 5,373명
- 2023년 3월 2일 : 제20회 입학식(209명)
- 2023년 9월 1일 : 제7대 박말선 교장 취임

## 참고 자료
- 인천예일고등학교 - 한국교육학술정보원 학교알리미